# Gairami
Gairami (en népalais : गाईरामी) est un comité de développement villageois du Népal situé dans le district de Nawalparasi. Au recensement de 2011, il comptait 6 045 habitants.